# Big Bank
Big Bank è un singolo del rapper statunitense YG, pubblicato il 25 maggio 2018 come secondo estratto dal terzo album in studio Stay Dangerous.

## Descrizione
La canzone, prodotta da Mustard, ha delle apparizioni speciali, ovvero dei rapper statunitensi 2 Chainz e Big Sean e, della rapper trinidadiana Nicki Minaj.
Il brano venne eseguito per la prima volta dal vivo il 23 giugno 2018 in occasione dei BET Awards, durante l'esibizione di Nicki Minaj.

## Video musicale
Il video musicale di Big Bank fu pubblicato sul canale YouTube di YG il 23 giugno 2018.

## Tracce
1. Big Bank – 3:58

## Classifiche
| Classifica (2018) | Posizione massima |
| ----------------- | ----------------- |
| Canada            | 89                |
| Stati Uniti       | 16                |